# Една арабска принцеса разказва
Една арабска принцеса разказва е книга от поредицата „Преживяно“ и първата от трилогията за принцесата на писателката Джийн Сасън. Това е втората книга на авторката. Твърди се, че е по истински случай и разкрива разтърсващи факти за живота зад фереджето в Саудитска Арабия. Идентичността на Султана (псевдоним на героинята) е прикрита, за да се осигури нейната безопасност. Книгата е сред списъка на бестселърите на „Ню Йорк Таймс“ в продължение на 13 седмици.
Трилогията за принцесата съдържа следните книги:
- „Една арабска принцеса разказва“
- „Дъщерите на принцеса Султана“
- „Принцеса Султана – животът продължава“